# Guilgameix
Guilgameix o Gilgameix (𒄑𒂅, Gilgameš o Gilgamesh) o Bilgameix (𒄑𒉈𒂵𒈩) en els texts més antics, va ser el cinquè rei sumeri de la primera dinastia d'Uruk, segons una llista de reis sumeris trobada a Xuruppak (el seu nom està escrit amb el determinatiu dingir, donat als déus). La llista diu que va governar durant 126 anys i que el seu pare va ser un esperit. Podria correspondre a un rei històric dels anys 2700 aC, suposat fill d'un altre rei anomenat Lugalbanda. El va succeir el seu fill Urnangal. La llegenda diu que va construir les muralles d'Uruk i un temple dedicat a Ninlil a Nippur, i que es va enfrontar amb Mebaragesi de Kix.
Les seves gestes heroiques van inspirar el poema èpic conegut amb el nom de l'Epopeia de Guilgameix, sorgit a Babilònia segles després, basat en antigues llegendes sumèries. La llegenda es va engrandir entre els accadians i la versió més completa que s'ha trobat són onze tauletes d'argila del rei assiri Assurbanipal (cap al 650 aC).

## Referències cuneïformes

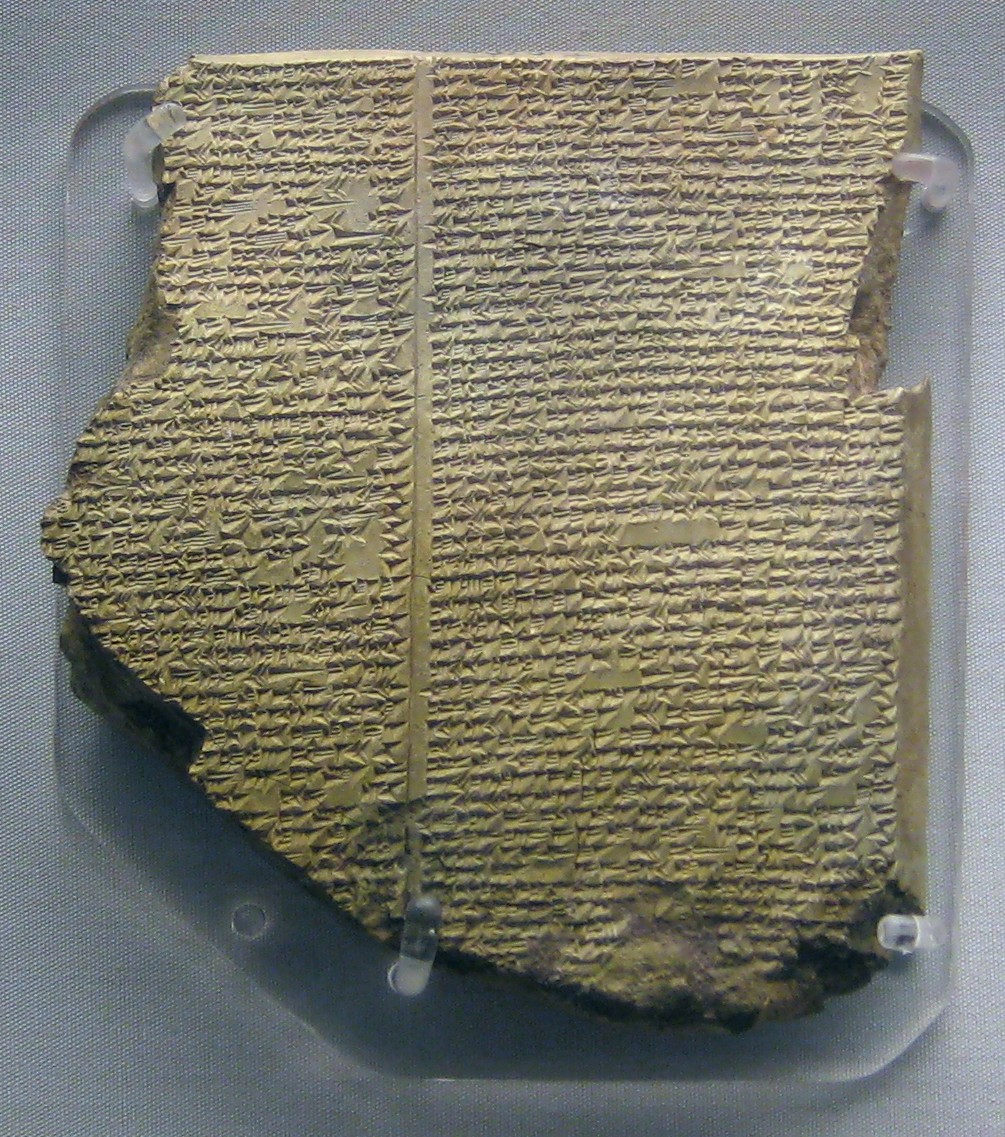
Tauleta de la inundació, argila cuita, 15 x 3 x 13 cm, s. VII aC (Museu Britànic, Londres).

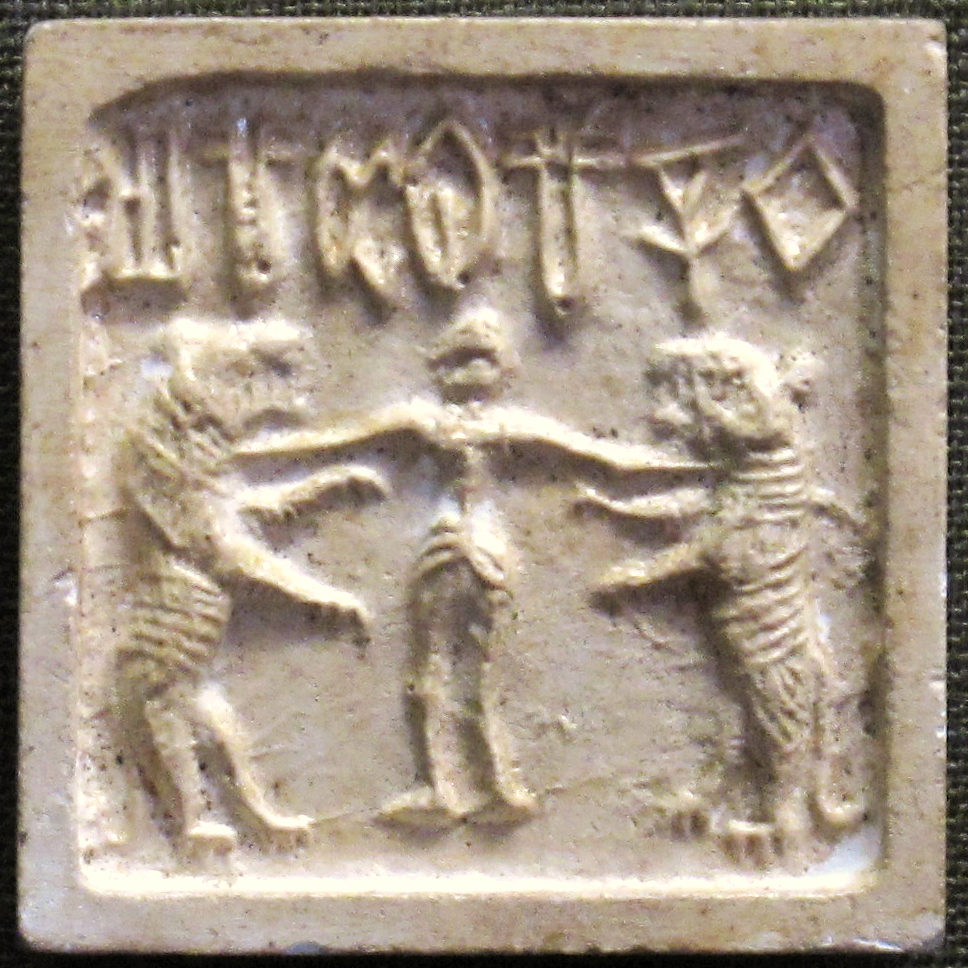
Segell de Gilgamesh, glíptica, civilització de la vall de l'Indus (actual zona nord de l'Índia) 2500-1500 aC.